# Spargania luctuata
Spargania luctuata là một loài bướm đêm trong họ Geometridae.

## Hình ảnh

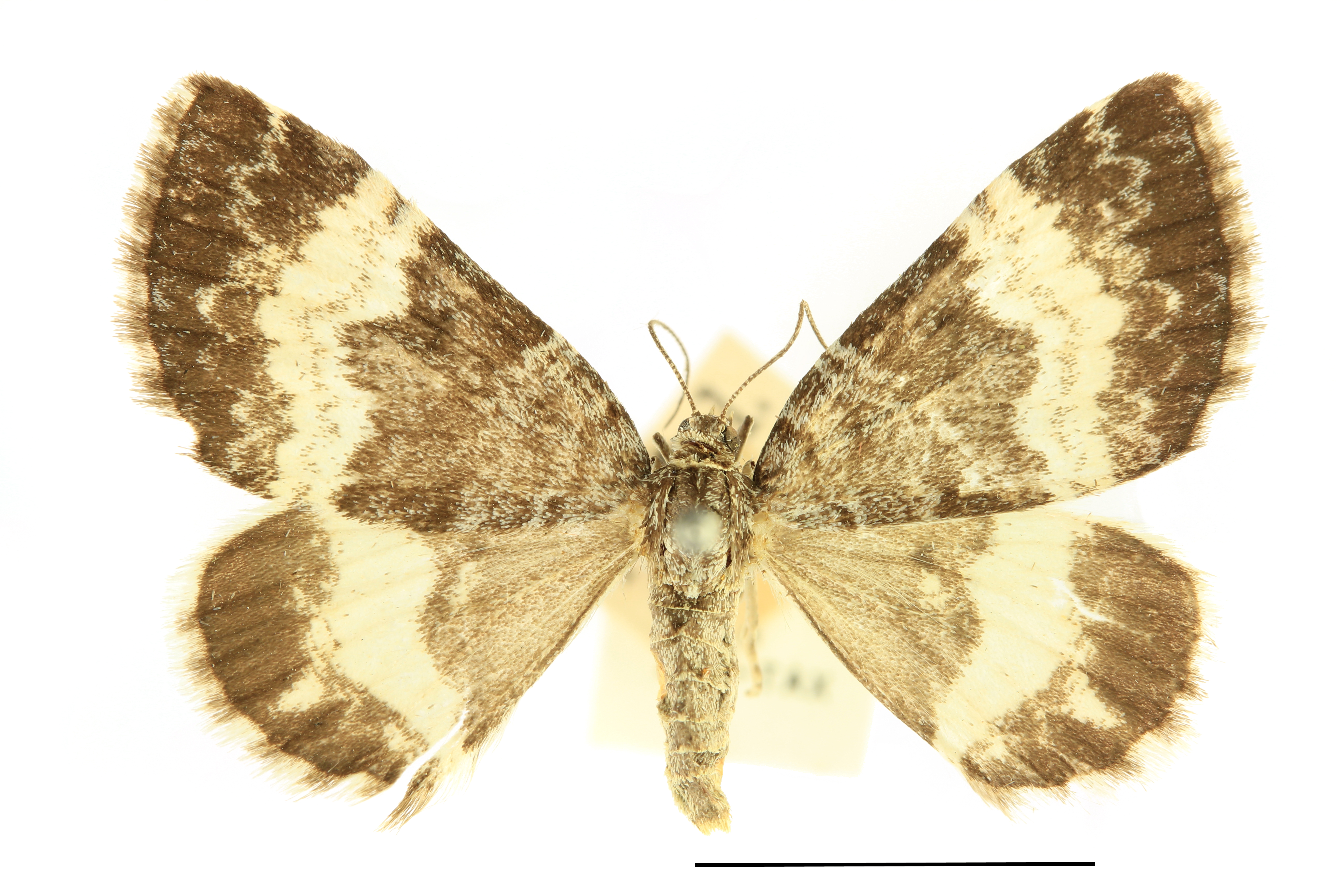
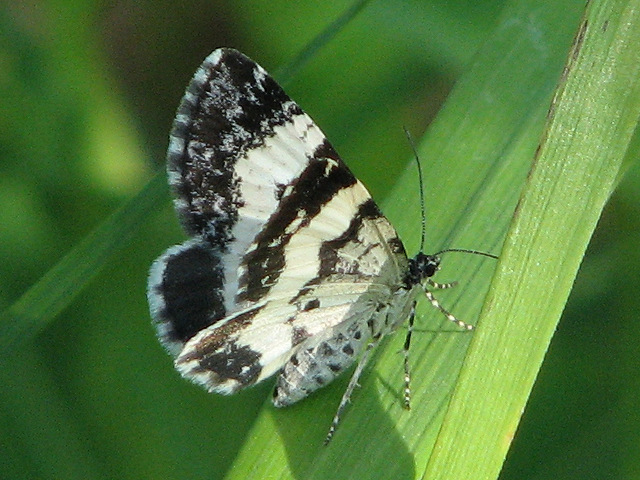